# C. J. Elleby
Charles James "C. J." Elleby (Federal Way, Washington; 16 de junio de 2000) es un baloncestista estadounidense que pertenece a la plantilla de los Minnesota Timberwolves de la NBA. Con 1,98 metros de estatura, juega en la posición de alero.

## Trayectoria deportiva

### Universidad
Jugó dos temporadas con los Cougars de la Universidad Estatal de Washington, en las que promedió 16,6 puntos, 7,5 rebotes, 2,4 asistencias y 1,4 robos de balón por partido. En su primera temporada fue incluido en el mejor quinteto freshman de la Pac-12 Conference, mientras que en la segunda lo fue en el mejor quinteto absoluto de la conferencia.
El 20 de abril de 2020 anunció que renunciaba a los dos años de universidad que le quedaban, presentándose al Draft de la NBA.

#### Estadísticas
| Año     | Equipo           | PJ | PT | MPP  | %TC  | %3P  | %TL  | RPP | APP | ROB | TPP | PPP  |
| ------- | ---------------- | -- | -- | ---- | ---- | ---- | ---- | --- | --- | --- | --- | ---- |
| 2018–19 | Washington State | 32 | 28 | 31.0 | .436 | .414 | .661 | 7.1 | 3.0 | 1.0 | .6  | 14.7 |
| 2019–20 | Washington State | 32 | 32 | 33.4 | .396 | .339 | .823 | 7.8 | 1.9 | 1.8 | .8  | 18.4 |
| Total   | Total            | 64 | 60 | 32.2 | .413 | .367 | .749 | 7.5 | 2.4 | 1.4 | .7  | 16.6 |

### Profesional
Fue elegido en la cuadragésimo sexta posición del Draft de la NBA de 2020 por los Portland Trail Blazers. El 22 de noviembre firmó contrato por dos años con el equipo, anunciando que llevaría el número 16.
Tras dos años en Portland, en agosto de 2022, firma con Minnesota Timberwolves.

## Estadísticas de su carrera en la NBA

### Temporada regular
| Año     | Equipo   | PJ | PT | MPP  | %TC  | %3P  | %TL  | RPP | APP | ROB | TPP | PPP |
| ------- | -------- | -- | -- | ---- | ---- | ---- | ---- | --- | --- | --- | --- | --- |
| 2020-21 | Portland | 30 | 0  | 6.8  | .279 | .206 | .733 | 1.1 | .3  | .2  | .1  | 2.3 |
| 2021-22 | Portland | 58 | 28 | 20.2 | .393 | .294 | .714 | 3.9 | 1.5 | .6  | .3  | 5.8 |
| Total   | Total    | 88 | 28 | 15.5 | .390 | .275 | .717 | 2.9 | 1.1 | .5  | .3  | 4.6 |

### Playoffs
| Año   | Equipo   | PJ | PT | MPP | %TC  | %3P | %TL | RPP | APP | ROB | TPP | PPP |
| ----- | -------- | -- | -- | --- | ---- | --- | --- | --- | --- | --- | --- | --- |
| 2021  | Portland | 2  | 0  | 4.0 | .000 | —   | —   | 1.5 | .5  | .0  | .0  | .0  |
| Total | Total    | 2  | 0  | 4.0 | .000 | —   | —   | 1.5 | .5  | .0  | .0  | .0  |